# Notiobiella paddiae
Notiobiella paddiae is een insect uit de familie van de bruine gaasvliegen (Hemerobiidae), die tot de orde netvleugeligen (Neuroptera) behoort. 
Notiobiella paddiae is voor het eerst wetenschappelijk beschreven door Monserrat in 1984.